# Phi vụ Italia
Phi vụ Italia (tiếng Anh: The Italian Job) là bộ phim điện ảnh Mỹ năm 2003 của đạo diễn F. Gary Gray, biên kịch Wayne & Donna Powers và sản xuất bởi Donald De Line. Phim có sự tham gia của Mark Wahlberg, Charlize Theron, Jason Statham, Edward Norton, Seth Green, Mos Def và Donald Sutherland.

## Nội dung
John Bridger, một người mở két sắt chuyên nghiệp, đang muốn cướp một cái két sắt chứa số vàng trị giá 35 triệu đôla ở Venice, được giữ bởi bọn gangster Ý. Đồng bọn của John gồm có: Charlie Croker, Napster, Steve, Rob, Left Ear. Phi vụ diễn ra thành công, nhưng sau đó Steve phản bội lại cả nhóm để cướp số vàng cho riêng hắn. Steve bắn chết John, và Rob cho xe lao thẳng xuống dòng sông để bảo vệ những người còn lại. Steve tưởng cả nhóm đã chết nên bỏ đi.
Một năm sau, ở Los Angeles, Steve xuất hiện với danh tính mới và sống như một đại gia. Charlie tập hợp các thành viên trong nhóm lại với nhau, đồng thời cho Stella, con gái của John, gia nhập vào nhóm. Họ dự định cướp lại số vàng của Steve. Stella cải trang thành nhân viên sửa dây cáp để đến nhà Steve tìm xem số vàng giấu ở đâu. Steve thích Stella nên mời cô đi ăn tối.
Trong lúc đi ăn tối, Steve phát hiện Stella chính là con gái của John, nhưng cả nhóm đến đưa Stella đi khỏi nhà hàng trước khi Steve làm hại cô. Steve bắn chết người bạn làm ăn của hắn là Yevhen. Anh họ của Yevhen là Mashkov - thủ lĩnh giang hồ người Ukraina - rất tức giận sau cái chết của Yevhen.
Steve sợ Charlie sẽ cướp lại số vàng, hắn lên kế hoạch đưa tất cả số vàng đến Mexico bằng máy bay riêng ở Sân bay quốc tế Los Angeles. Nhóm của Charlie biết được điều này, họ bàn cách phục kích chiếc xe chở vàng của Steve.
Nhóm của Charlie phát hiện có 3 chiếc xe bọc thép rời khỏi nhà Steve, nhưng Napster đã chỉ ra chiếc nào đang chở số vàng. Chiếc xe bọc thép chở vàng vào đúng điểm đánh dấu và bị sụp xuống mặt đường. Nhóm của Charlie lái xe Mini Cooper đến, chờ Stella mở khóa két sắt xong, rồi họ chất vàng lên xe. Cả nhóm chở số vàng chạy băng qua thành phố, tới một nhà ga. Steve đang ở trên trực thăng nhưng cướp một chiếc xe để đuổi theo nhóm của Charlie.
Ở nhà ga, Steve chĩa súng vào Charlie, buộc anh trả lại số vàng cho hắn. Tuy nhiên Mashkov xuất hiện và bắt giữ Steve. Mashkov nhận ít vàng từ Charlie rồi giải Steve đi, gã tiết lộ rằng sẽ tra tấn hắn và giết hắn. Phi vụ đã thành công, nhóm của Charlie chia số vàng ra, mỗi người thực hiện ước mơ riêng. Rob mua một chiếc xe Aston Martin Vanquish, Left Ear mua một căn nhà ở miền Nam Tây Ban Nha, Napster mua một thiết bị có khả năng thổi bay quần áo phụ nữ. Charlie và Stella sống bên nhau trọn đời.

## Diễn viên
- Mark Wahlberg vai Charlie Croker
- Charlize Theron vai Stella Bridger
- Donald Sutherland vai John Bridger
- Edward Norton vai Steve Frazelli
- Jason Statham vai "Rob đẹp trai"
- Seth Green vai Lyle / Napster
- Mos Def vai Gilligan "Left Ear"
- Franky G vai Wrench
- Boris Lee Krutonog vai Yevhen
- Aleksander Krupa vai Mashkov